# Juwan Morgan
Juwan Christopher Morgan (Waynesville, Misuri; 17 de abril de 1997) es un baloncestista estadounidense que pertenece a la plantilla del KK Budućnost de la ABA Liga. Con 2,01 metros de estatura, ocupa la posición de ala-pívot.

## Trayectoria deportiva

### Universidad
Jugó cuatro temporadas con los Red Storm de la Universidad St. John's, en las que promedió 10,7 puntos, 5,9 rebotes y 1,2 asistencias por partido. En 2018 fue incluido en el segundo mejor quinteto de la Big Ten Conference por los entrenadores y la prensa especializada, mientras que al año siguiente lo era en el tercero.

### Profesional
Tras no ser elegido en el Draft de la NBA de 2019, se unió a los Utah Jazz para disputar las Ligas de Verano de la NBA, promediando 4,7 puntos y 4,7 rebotes en los seis partidos que jugó. En agosto frirmó contrato con los Jazz, pero fue cortado durante la pretemporada, siendo asignado a su filial en la NBA G League, los Salt Lake City Stars Finalmente, el 21 de noviembre de 2019, consigue un contrato dual con el equipo de Utah.
De cara a la siguiente temporada, el 1 de diciembre de 2020, renueva con los Jazz.
Tras dos años en Salt Lake City, el 8 de septiembre de 2021, firma un contrato no garantizado con los Boston Celtics. Fue cortado antes del comienzo de la temporada, pero una semana después firmó con su filial en la G League, los Maine Celtics. El 22 de diciembre, firma un contrato de 10 días con Toronto Raptors, con los que disputa un encuentro antes de volver a los Maine. El 28 de marzo de 2022, firma un contrato de 10 días con Boston Celtics, y el 9 de abril un contrato multianual que le permite disputar playoffs.
El 1 de julio de 2022 es traspasado, junto a Daniel Theis, Aaron Nesmith, Nik Stauskas y Malik Fitts a Indiana Pacers, a cambio de Malcolm Brogdon.
El 11 de septiembre de 2023 firmó con BK Runa de la VTB United League.
El 12 de abril fichó por el B.C. Zenit Saint Petersburg, también de la VTB United League.
[actualizar]

## Estadísticas de su carrera en la NBA

### Temporada regular
| Año     | Equipo  | PJ | PT | MPP  | %TC  | %3P  | %TL  | RPP | APP | ROB | TPP | PPP |
| ------- | ------- | -- | -- | ---- | ---- | ---- | ---- | --- | --- | --- | --- | --- |
| 2019-20 | Utah    | 21 | 0  | 6.4  | .577 | .375 | .750 | 1.4 | .3  | .0  | .1  | 1.7 |
| 2020-21 | Utah    | 29 | 0  | 5.1  | .467 | .308 | .429 | 1.0 | .3  | .1  | .0  | 1.2 |
| 2021-22 | Toronto | 1  | 0  | 27.0 | .667 | .500 | —    | 4.0 | 1.0 | .0  | .0  | 5.0 |
| 2021-22 | Boston  | 1  | 0  | 4.0  | —    | —    | —    | .0  | .0  | .0  | .0  | .0  |
| Total   | Total   | 52 | 0  | 6.0  | .525 | .348 | .545 | 1.2 | .3  | .1  | .1  | 1.5 |

### Playoffs
| Año   | Equipo | PJ | PT | MPP  | %TC  | %3P  | %TL  | RPP | APP | ROB | TPP | PPP |
| ----- | ------ | -- | -- | ---- | ---- | ---- | ---- | --- | --- | --- | --- | --- |
| 2020  | Utah   | 7  | 2  | 12.4 | .250 | .200 | .333 | 3.0 | .7  | .3  | .0  | 1.4 |
| 2021  | Utah   | 2  | 0  | 2.5  | -    | -    | -    | 1.0 | .5  | .0  | .0  | .0  |
| 2022  | Boston | 9  | 0  | 1.7  | .000 | .000 | .500 | .3  | .0  | .0  | .0  | .1  |
| Total | Total  | 18 | 2  | 5.9  | .231 | .182 | .375 | 1.4 | .3  | .1  | .0  | .6  |